# Бруна Томаселлі
Бруна Альберті Томаселлі (нар. 18 вересня 1997) — бразильська гонщиця, виступає у W Series за команду Racing X.

## Біографія
Бруна Томаселлі розпочала свою кар'єру у Юнацькій Формулі Бразилії. Провівши у ній 2 сезони, Бруна перейшла до Південноамериканської Формули-4, де у своєму другому сезоні посіла четверте місце.
У 2017 році Бруна переїхала до США та приєдналася до шляху до Інді, взявши участь у Національному чемпіонаті U.S. F2000. Свій перший сезон Томаселлі закінчила на шістнадцятій сходинці, а в 2019 році вона посіла восьме місце.
Томаселлі змогла стати учасницею W Series у 2020 році, але через скасування чемпіонату через Covid-19, вона провела свій перший сезон у 2021 році. Бруна приєдналася до команди Veloce Racing, де її напарницею була майбутня чемпіонка Джеймі Чадвік. У 2021 році Томаселлі посіла 15 місце.

## Статистика

### Кар'єра
| Сезон   | Серія                                                         | Команда            | Гонки | Перемоги | Поули | Ш. Кола | Подіуми | Очки | Місце |
| ------- | ------------------------------------------------------------- | ------------------ | ----- | -------- | ----- | ------- | ------- | ---- | ----- |
| 2013    | Юнацька Формула Бразилії                                      | Giocar Racing      | 16    | 0        | 1     | 0       | 1       | 99   | 7-е   |
| 2014    | Юнацька Формула Бразилії                                      | Giocar Racing      | 16    | 1        | 1     | 1       | 12      | 279  | 4-е   |
| 2015    | Південноамериканська Формула-4                                | -                  | 11    | 0        | 0     | 0       | 0       | 118  | 7-е   |
| 2016    | Південноамериканська Формула-4                                | -                  | 20    | 0        | 0     | 0       | 5       | 164  | 4-е   |
| 2016–17 | MRF Виклик                                                    | MRF Racing         | 4     | 0        | 0     | 0       | 0       | 5    | 19-е  |
| 2017    | Національний чемпіонат U.S. F2000                             | ArmsUp Motorsports | 11    | 0        | 0     | 0       | 0       | 49   | 21-е  |
| 2018    | Національний чемпіонат U.S. F2000                             | Team Pelfrey       | 14    | 0        | 0     | 0       | 0       | 87   | 16-е  |
| 2018    | Південноамериканська Формула-4                                | -                  | 6     | 0        | 0     | 0       | 3       | 86   | 5-е   |
| 2019    | Національний чемпіонат U.S. F2000                             | Pabst Racing       | 15    | 0        | 0     | 0       | 0       | 174  | 8-е   |
| 2020    | Імператорський Чемпіонат Бразилії з автогонок на витривалість | Satti Racing       | 5     | 2        | 2     | 2       | 3       | 365  | 4-е   |
| 2021    | W Series                                                      | Veloce Racing      | 8     | 0        | 0     | 0       | 0       | 12   | 15-е  |
| 2022    | W Series                                                      | Racing X           | 5     | 0        | 0     | 0       | 0       | 10*  | 12-е* |

### W Series
| Рік  | Команда       | 1       | 2       | 3      | 4      | 5      | 6      | 7       | 8       | Місце | Очки |
| ---- | ------------- | ------- | ------- | ------ | ------ | ------ | ------ | ------- | ------- | ----- | ---- |
| 2021 | Veloce Racing | АВТ1 11 | АВТ2 5  | ВЕЛ 11 | УГО 9  | БЕЛ 15 | НІД 17 | США1 17 | США2 11 | 15-е  | 12   |
| 2022 | Racing X      | МАЯ1 5  | МАЯ2 17 | ІСП 12 | ВЕЛ 11 | ФРА 11 | УГО 10 | СІН 14  |         | 12-е* | 11*  |